# Fishkill (Village, New York)
Fishkill ist ein Village in der Town Fishkill im Dutchess County, New York, Vereinigte Staaten. Bei der Volkszählung 2010 hatte der Ort 2171 Einwohner auf einer Fläche von 2,3 km².

## Lage
Das Village ist der östliche Teil der Town Fishkill. Es liegt am U.S. Highway 9, nördlich der Interstate 84. Die New York State Route 52 bildet die Hauptstraße des Ortes.

## Geschichte
Fishkill liegt im vormaligen Gebiet der Wappinger. 1685 wurde es Francis Rombouts, Gulian VerPlanck und Stephanus Van Cortlandt aus Nieuw Amsterdam zugesprochen. Der Name „Fishkill“ entwickelte sich aus zwei niederländischen Wörtern, Vis (Fisch) und Kil (Kanal, Bach).
1714 ließen sich niederländische Siedler in der Gegend nieder. Fishkill lag an der Kreuzung wichtiger Handelsstraßen des 18. und 19. Jahrhunderts.
Während des Unabhängigkeitskrieges wurde Fishkill Teil eines der größten kolonialen Militärlager. General Washington’s Adjutant Alexander Hamilton ließ sich hier nieder.